# Palpares caffer
Palpares caffer es una especie de mirmeleóntido en el orden Neuroptera, que es nativa del sur de África. Fue descrita por Hermann Burmeister en 1839.

## Descripción
Palpares Caffer es un mirmeleóntido relativamente grande con una longitud de ala de aproximadamente 5 centímetros.

## Distribución
Esta especie se encuentra en Sudáfrica desde el Cabo Oriental (área de Grahamstown) hacia el norte hasta la provincia de Limpopo. También se ha registrado en Namibia y Mozambique.

## Hábitat
Es bastante común en pastizales de gran altitud de 1,000 a 2,000 metros sobre el nivel del mar.

## Galería

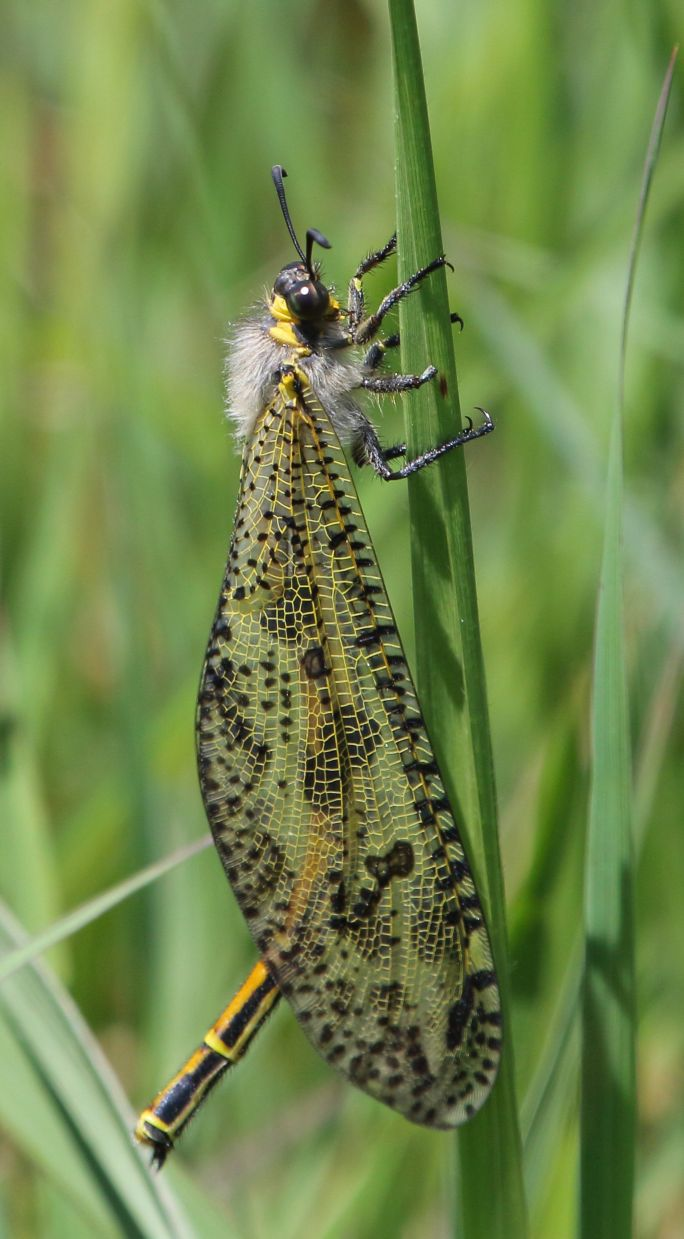
Macho
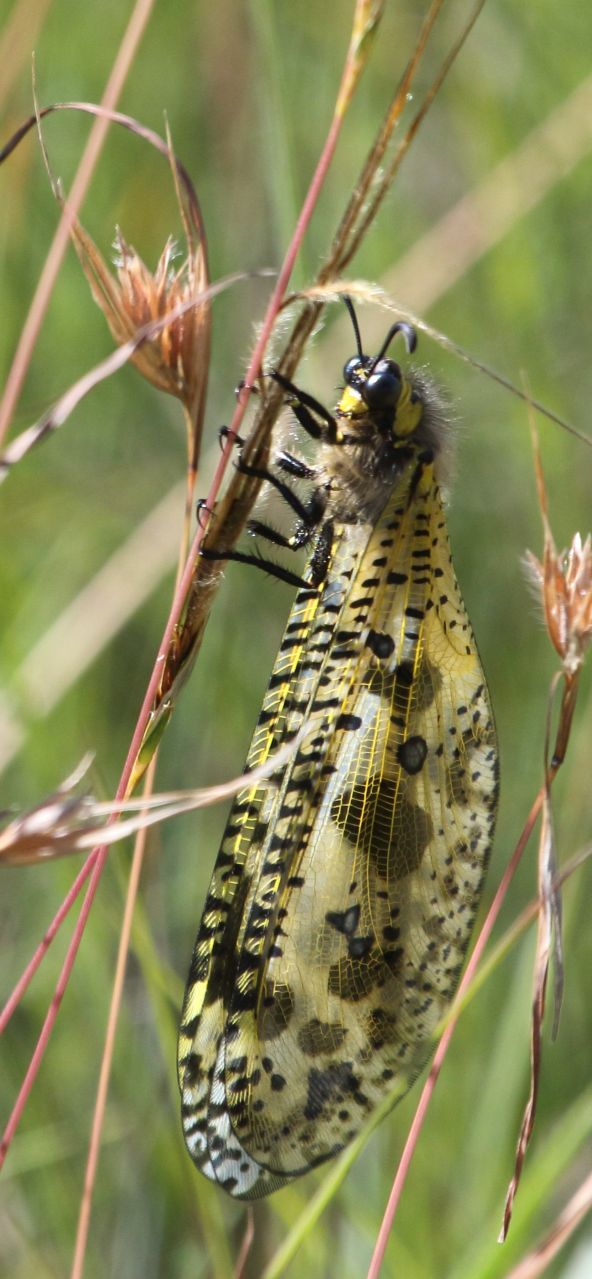
Hembra